# Росо (Міннесота)
Росо (англ. Roseau) — місто (англ. city) в США, в окрузі Росо штату Міннесота. Населення — 2744 особи (2020).

## Географія
Росо розташоване за координатами 48°50′40″ пн. ш. 95°45′44″ зх. д. / 48.84444° пн. ш. 95.76222° зх. д. (48.844360, -95.762306).  За даними Бюро перепису населення США в 2010 році місто мало площу 6,93 км², уся площа — суходіл.

### Клімат
| Клімат : Росо         | Клімат : Росо | Клімат : Росо | Клімат : Росо | Клімат : Росо | Клімат : Росо | Клімат : Росо | Клімат : Росо | Клімат : Росо | Клімат : Росо | Клімат : Росо | Клімат : Росо | Клімат : Росо | Клімат : Росо |
| Показник              | Січ.          | Лют.          | Бер.          | Квіт.         | Трав.         | Черв.         | Лип.          | Серп.         | Вер.          | Жовт.         | Лист.         | Груд.         | Рік           |
| Середній максимум, °C | −12,6         | −7,8          | −0,7          | 10,0          | 18,7          | 22,8          | 25,0          | 24,5          | 18,3          | 10,8          | −1            | −9,3          | 8,2           |
| Середній мінімум, °C  | −23,7         | −19,7         | −11,9         | −2,2          | 5,6           | 11,1          | 13,2          | 11,9          | 6,2           | −0,2          | −9,2          | −18,6         | −3,1          |
| Норма опадів, мм      | 17            | 13            | 15            | 29            | 57            | 94            | 85            | 78            | 65            | 38            | 20            | 16            | 527           |
| --------------------- | ------------- | ------------- | ------------- | ------------- | ------------- | ------------- | ------------- | ------------- | ------------- | ------------- | ------------- | ------------- | ------------- |
| Джерело: NOAA         |               |               |               |               |               |               |               |               |               |               |               |               |               |

## Демографія
Згідно з переписом 2010 року, у місті мешкали 2633 особи в 1142 домогосподарствах у складі 682 родин. Густота населення становила 380 осіб/км².  Було 1288 помешкань (186/км²).
Расовий склад населення:
| - 97,6 % — білих - 0,6 % — корінних американців - 0,4 % — азіатів - 0,3 % — чорних або афроамериканців |

До двох чи більше рас належало 0,9 %. Частка іспаномовних становила 1,1 % від усіх жителів.
За віковим діапазоном населення розподілялося таким чином: 26,1 % — особи молодші 18 років, 56,2 % — особи у віці 18—64 років, 17,7 % — особи у віці 65 років та старші. Медіана віку мешканця становила 39,6 року. На 100 осіб жіночої статі у місті припадало 89,3 чоловіків;  на 100 жінок у віці від 18 років та старших — 85,7 чоловіків також старших 18 років.
Середній дохід на одне домашнє господарство  становив 63 725 доларів США (медіана — 50 409), а середній дохід на одну сім'ю — 78 777 доларів (медіана — 65 735). Медіана доходів становила 51 250 доларів для чоловіків та 33 125 доларів для жінок. За межею бідності перебувало 14,9 % осіб, у тому числі 16,7 % дітей у віці до 18 років та 8,1 % осіб у віці 65 років та старших.
Цивільне працевлаштоване населення становило 1463 особи. Основні галузі зайнятості: освіта, охорона здоров'я та соціальна допомога — 28,7 %, виробництво — 25,4 %, роздрібна торгівля — 10,2 %, мистецтво, розваги та відпочинок — 8,6 %.